# Притыкино (Пыщугский район)
Приты́кино — деревня в Пыщугском районе Костромской области России. Входит в состав Пыщугского сельского поселения.

## География
Деревня находится в северо-восточной части Костромской области, в подзоне южной тайги, на правом берегу реки Ветлуга, на расстоянии приблизительно 6 км (по прямой) к юго-востоку от села Пыщуг, административного центра района. Абсолютная высота — 122 м над уровнем моря.

### Климат
Климат характеризуется как умеренно континентальный, с продолжительной холодной многоснежной зимой и коротким сравнительно тёплым летом. Средняя температура воздуха самого холодного месяца (января) — −13,3 °C (абсолютный минимум — −49 °C); самого тёплого месяца (июля) — 17,7 °C (абсолютный максимум — 37 °С). Безморозный период длится около 112 дней. Продолжительность периода активной вегетации растений (выше 10 °C) составляет примерно 115—125 дней. Годовое количество атмосферных осадков — 560—600 мм, из которых 370—440 мм выпадает в тёплый период.

### Часовой пояс
Деревня Притыкино, как и вся Костромская область, находится в часовой зоне МСК (московское время). Смещение применяемого времени относительно UTC составляет +3:00.

## Население
| 2008 | 2010 | 2014 |
| ---- | ---- | ---- |
| 64   | ↘61  | ↗73  |

### Национальный состав
Согласно результатам переписи 2002 года, в национальной структуре населения русские составляли 92 % из 83 чел.

## Известные уроженцы
- Талантов, Борис Владимирович (1903—1971) — советский преподаватель, участник диссидентского движения в СССР.